# 姉SUMMER!2
『姉SUMMER!2』（ねぇさまー！つー）は、アダルトゲームブランドであるあるてみす。が2009年8月14日に発売した18禁恋愛アドベンチャーゲームである。『姉SUMMER!』の続編。キャッチフレーズは「それは、まるで、蝉達の鳴き声のような騒がしい夏物語」。

## ストーリー
紆余曲折(？)を経て晴れてカップルとなった山内祐太と東出圭。2人は同棲を始め、平穏無事に暮らしていたのだが、祐太の実姉で圭の宿敵・山内音羽がやって来る。弟が圭と同棲していることを知った音羽は、2人の関係を認めず、ある条件を出してくる。祐太と圭は音羽に認めてもらうべく、力を合わせて奮闘するのだった。

## 登場キャラクター

### メインキャラクター
山内 祐太（やまうち ゆうた）
本作の主人公。前作で、晴れて志望大学に合格し、圭とカップルになり同棲している。本作では、実姉・音羽に圭との関係を認めてもらうべく奮闘する。音羽とは10歳年が離れている。姉が怠惰だった影響から、家事が得意。
東出 圭（ひがしで けい）
声：水瀬沙季
本作のヒロイン。祐太の従姉にして同棲中の恋人。本作では、大学院に通っており、毎日祐太と手を繋いで通学する事を楽しみとしている。性格は相変わらずキツイが、祐太には甘い。現在は祐太の為に苦手な機械と料理を克服中。音羽とは、昔から犬猿の仲。
山内 音羽（やまうち おとは）
声：ねこまろ
祐太の実姉で、圭の宿敵。職業はピアニスト。女王様気質で怠惰。好きな数字は1。自他共に認めるブラコンで、祐太と圭の仲を認めず、駄々をこねる。泥酔するとキス魔になる。縦ロールは意図して設定された。好物はチーズで、特にモッツァレラチーズが好き。趣味は、小石で葉を落とすこと。

## スタッフ
- 企画シナリオ：天姫あめ
- 原画：すめらぎ琥珀

## 主題歌
『夏のしずく』
作詞：林宏次 / 作曲：six-notos / ボーカル：mayu-co